# 妙蔵寺 (小城市)
妙蔵寺（みょうぞうじ）は、佐賀県小城市小城町布施にある日蓮宗の寺院。山号は長晴山。旧本山は三日月勝妙寺、親師法縁。

## 歴史
享保元年（1716年）知道院日達の開山で創建された。明治22年（1889年）勧請堂に八幡大菩薩が勧請された。昭和22年（1947年）小城町北浦焼山山古場にある三丈二尺の天然岩に日宣が名号を刻んだ。

## 境内
- 本堂
- 勧請堂

## 歴代
- 開山・知道院日達
- 立惠院日師
- 十如院日寿
- 観随院日善
- 長谷川泰導（明治29年寺院名簿より）
- 本行院日誓・吉田本立（明治44年～大正3年寺院名簿より）
- 大乗院日法・井上智晃（のち智光に改名）（大正7年～昭和5年寺院名簿より）
- 光岡学誠（昭和14年寺院名簿より）
- 蓮恵阿闍梨日宣・藤尾一能
- 藤尾成能

寺院に記録が残っていない為、正確な歴代住職は不明。

## 参考資料
- 日宗新報社『日蓮宗寺院名簿』（1914年）
- 西村慈珖『日蓮宗大観』（1918年）
- 日蓮宗寺院大鑑編集委員会『宗祖第七百遠忌記念出版 日蓮宗寺院大鑑』大本山池上本門寺 (1981年)
- 日蓮宗宗務院『日蓮宗名簿（平成6年度版）』（1994年7月）

## 関連資料
- 佐賀新聞　2016年7月1日付
- 日蓮宗新聞　2016年2月17日付